# 電腦冒險記
《電腦冒險記》是2001年4月6日至2002年3月29日在東京電視網上播放的電視動畫，全52話，臺灣三立都會台及香港亞洲電視以同名《電腦冒險記》公開播映。
其特色是登場機器人以及戰鬥場景皆是以3DCG所製作，但CG模組和同時期的其他CG動畫相較下是極為儉樸、動作也是最低限度的狀態，評價並不怎麼好（據說CG部分是由3名工作人員所製作）。而故事、平常的動畫場景、音樂等CG以外的部分評價是比較高的。
玩具由特佳麗（現在的特佳麗多美）所發售，以具備透過纜線和電視相接就能夠遊玩電視遊戲功能的機器人玩具為中心，但價格偏高（遊戲重心的劍鬥士金剛グラディオン價格是7,980日圓），銷售不理想。

## 故事
背景發生在2100年，故事開始時，一個叫魔法之門的伺服器遭到來自外太空的電腦病毒入侵以致癱瘓，並企圖征服全地球，守衛魔法之門的十三個網絡騎士當中十二個受病毒操控，主角的弟弟被困，於是主角肯與最後一名網路騎士並肩作戰，喚醒了所有網路騎士。
經過連場激戰後，電腦病毒實體化，然而由於肯的努力最後被消滅。

## 登場人物
結城 肯
配音：小林由美子（日本）；李明幸（台灣）
主角，小學4年級。生日：5月7日。
夥伴：劍鬥士金剛（格蘭迪昂）。
- 劍鬥士金剛（格蘭迪昂）（グラディオン）

配音：杉田智和（日本）
結城肯的夥伴，網路騎士的領袖。騎士型網路騎士。蒸汽機關火車所變形而成。真實身分是從外星來到地球的有翼人（クーリア人）戰士，家鄉被戴利托羅斯摧毀，本名「格蘭迪昂」。
有栖川 藍
配音：菊池志穂（日本）；姚敏敏（台灣）
女主角，小學4年級。生日：12月30日。
淺羽 直樹
配音：竹内順子（日本）
小學5年級。生日：2月4日。較肯年長，魔法之門篇的最終對手。戴利托羅斯篇正式成為泰坦金剛的駕駛。
夥伴：泰坦金剛。
倉知 翔
配音：甲斐田ゆき（日本）
小學4年級。生日：8月10日。與肯是競爭對手關係，魔法之門篇曾經被洗腦為「獨角獸金剛」的駕駛，後失去相關記憶。戴利托羅斯篇正式加入，成為飛龍金剛的夥伴。
夥伴：飛龍金剛。
約翰配音：中井将貴（日本）；龍顯蕙（台灣）
法國人，小學5年級，生日：7月14日。肯的外國好友，曾經對能在虛擬世界戰鬥的肯懷有羨慕的情感，後受東洋龍金剛邀請成為夥伴。港譯：強・傑克‧傑卡爾。
夥伴：東洋龍金剛。
結城 凱
配音：高木礼子（日本）；龍顯蕙（台灣）
肯的弟弟，小學1年級。
夥伴：飛龍金剛。

## 網路騎士

### 主要網路騎士
- 東洋龍金剛（ガリューン）

配音：小西克幸（日本）
約翰的夥伴，將格蘭迪昂視為知心好友。東洋龍型網路騎士。海賊船所變形而成。
- 飛龍金剛（ドラグオン）

配音：川田紳司（日本）
淺羽直樹的夥伴，具有對主人絕對忠誠的特質。西洋龍型網路騎士。貨櫃車所變形而成。
- 泰坦金剛（ダイタリオン）

配音：飛田展男（日本）
倉知翔的夥伴，與劍鬥士金剛的威力不相上下。巨神型網路騎士。大型飛行船所變形而成。

### 相關網路騎士
- 捷豹金剛（ジャガオン）

配音：川島得愛（日本）
能操作風之力，個性見義勇為，是個值得信賴的夥伴，其速度在網路騎士中是數一數二的快。捷豹型網路騎士。跑車所變形而成。
必殺技為可發射能源彈的「機關巨砲（ガトリングバスター）」。
- 鯊魚金剛（シャークオン）

配音：吉野裕行（日本）
擅長水中戰，橫衝直撞的攻擊先鋒，麻煩製造者。鯊魚型網路騎士。氣墊艇所變形而成。
必殺技為發射高壓水柱的「海洋龍捲風（アクアトルネード）」。
- 獅鷲金剛（グリフィオン）

配音：中村悠一（日本）
個性冷靜且足智多謀，眾人的作戰軍師，堅持信念絕不妥協。獅鷲型網路騎士。戰鬥機所變形而成。
必殺技為獅鷲王雙翼砲台所發射的導彈攻擊「導引射擊（ホーミングショット）」。
- 鳳凰金剛（フェニクオン）

配音：鈴村健一（日本）
渴望和平，講話喜歡參雜英文，自稱火焰王子。鳳凰型網路騎士。未來型新幹線列車所變形而成。
必殺技為可溶解鋼鐵的火焰攻擊「炙熱光波（ヒートウェーブ）」。
- 三頭犬金剛（ケルベリオン）

配音：宮下道央（日本）
雙胞胎騎士的哥哥，十分信賴對方。好戰暴力，經常口出惡言，擅突擊。三頭犬型網路騎士。鋸齒戰車所變形而成。
必殺技為尾部的鋸齒圓盤斬切敵人的「螺旋刀（スパイラルカッター）」。
- 雙頭犬金剛（オルトリオン）

配音：陶山章央（日本）
雙胞胎騎士的弟弟，兩人默契一流。個性與哥哥完全相反，冷靜沉穩。專長為後勤輔助。雙頭犬型網路騎士。尖鑽戰車所變形而成。
必殺技為發射能粉碎岩石的尖鑽能源彈的「巨人鑽頭（ジャイアントドリル）」。
- 魔像金剛（ゴレムオン）

配音：宮下道央&陶山章央（日本）
雙胞胎騎士合體後的巨大網路騎士。當由三頭犬王主導人格時，攻擊力較強；反之，由雙頭犬王主導時，防禦力為其優勢。魔像型網路騎士。
雙手上的鋸盤和鑽頭為其武器。
- 飛龍金剛（ワイバリオン）

配音：小西克幸（日本）
結城凱的夥伴。擁有騎士中最優秀的飛行能力，對小孩的心思特別敏感。飛龍型網路騎士。水上戰機所變形而成。
可變形為「勝利飛翼（ビクトリーウィング）」與劍鬥士金剛合體為飛行模式。必殺技為嘴部發出的光束砲的「咆哮凱撒（ハウリングゲイザー）」以及肩部發射的火箭彈。
- 獨角獸金剛（ペガシオン）

配音：鈴村健一（日本）
擅長以幻覺作為攻擊手段，冷靜沉著。其獨特的審美觀有助於戰鬥中的決斷。天馬型網路騎士，頭部為獨角獸，下半身為半人馬。六輪裝甲車所變形而成。
獨角獸金剛有兩種模式可以和泰坦金剛合體：「手臂型態」裝備於泰坦金剛的右手；「頭盔型態」則變為巨大頭盔與泰坦金剛合體為泰坦金剛獨角獸（ダイタリオンペガス）。
武器為雙劍「鏡面劍（ミラージュソード）」，及雙肩上發射的「天馬光束（ペガスビーム）」。必殺技為「超級鏡面劍（スーパーミラージュソード）」。
- 獅虎金剛（ライガオン）

配音：中村悠一（日本）
個性冷酷，盯上的獵物決不放過。獅子型網路騎士。螺旋直昇機所變形而成。
獅虎金剛有兩種模式可以和泰坦金剛合體：「手臂型態」裝備於泰坦金剛的左手；「頭盔型態」則變為巨大頭盔與泰坦金剛合體為泰坦金剛獅虎（ダイタリオンライガ）。
武器為「槍刃護盾（ランサープロテクト）」。必殺技為能源光束「電子槍（エレクトリックランサー）」。

## 主題曲

### OP
「DIVER#2100」（1話 - 32話）
作詞：及川眠子/作曲&編曲：平間あきひこ/歌：R.A.M
作為最終話戦闘場景的插入曲
「SO DIVE!」（33話 - 52話）
作詞：高取秀明/作曲&編曲：平間あきひこ/歌：R.A.M

### ED
「TOGETHER」（1話 - 24話、52話）
作詞：KATSUMI/作曲：鈴木喜三郎/編曲：京田誠一/歌：KATSUMI
「Fighters」（25話 - 51話）
作詞：及川眼子/作曲：鈴木喜三郎/編曲：河野陽吾/歌：影山浩宣

## 遊戲
超級機器人大戰DD
於2023年1月8日宣傳影片，以期間限定參戰作品首次登場。已於2024年2月轉改為移常駐參戰。

## 外部連結
- （日語） 電脳冒険記ウェブダイバー
- （日語） 電脳冒険記ウェブダイバー インデックス （页面存档备份，存于）

| 東京電視台 星期五18:00節目 | 東京電視台 星期五18:00節目                | 東京電視台 星期五18:00節目 |
| -------------------------- | ----------------------------------------- | -------------------------- |
|                            | 電腦冒險記 （2001年4月6日-2002年3月29日） |                            |
| 徽章戰士魂                 | 爆鬥宣言大鋼彈                            |                            |